# The New Sounds
The New Sounds — дебютний сольний студійний альбом американського джазового музиканта Майлза Девіса. Випущений наприкінці 1951 року на 10-дюймовій платівці, він став його першим альбомом як бенд-лідера і першим повноцінним альбомом для лейблу Prestige Records. Раніше Девіс записав три треки до компіляції Prestige Modern Jazz Trumpets та виступив як сайдмен на 10-дюймовому LP Lee Konitz: The New Sounds.

## Загальна інформація
Prestige буде лейблом Девіса протягом наступних п'яти років, з періодичними записами для Blue Note та Debut, доки він не підпише контракт з Columbia у 1955 році. Його попередній лейбл, Capitol, був розчарований продажами записів нонету, випущених у 1949-50 роках, і не пропонував Девісу більше роботи, коли з ним зв'язався Боб Вейнсток з Prestige. Вейнсток щойно заснував свій новий спеціалізований джазовий лейбл звукозапису і так хотів бачити Девіса на своєму лейблі, що розшукав його через усю країну, аж до Чикаго, де він виступав з Біллі Голідей, і запропонував йому контракт на один рік.
Чотири треки цього альбому були записані в нью-йоркській студії Apex 5 жовтня 1951 року, разом з двома треками («Bluing» і «Out of the Blue»), які пізніше увійдуть до його наступного альбому Prestige, Blue Period, і сьомим треком, «Denial», який пізніше з'явиться на 12" LP Dig. Друзі Девіса Чарлі Паркер і Чарльз Мінґус були присутні на цьому записі, причому Мінґус виконав партію баса в «Conception» без запису. Паркер спостерігав за процесом з інженерної будки, і його присутність, як кажуть, нервувала альт-саксофоніста Джекі Макліна, для якого це був його перший запис. Сонні Роллінз, улюблений тенор-саксофоніст Девіса в цей період, знову був залучений до запису.
В анотації Айра Гітлер підкреслює перевагу 10-дюймової платівки в тому, що вона дозволяє джазовому музиканту розслабитися. «Цей альбом дає Майлзу більше свободи, ніж він коли-небудь мав під час запису, оскільки часові рамки не були жорстко обмежені. Є можливість вибудовувати ідеї в певний кумулятивний ефект. Ці ідеї звучать набагато більше як постріли з повітря, ніж студійні записи». Для Девіса це був перший запис з використанням нової технології мікрогруву, і він прагнув вийти за межі трихвилинного ліміту формату 78 об/хв і розтягнути свої соло так, як він міг під час виступів у клубах. Вейнсток запевнив його, що він буде одним з перших джазових музикантів, які скористаються потенціалом технології мікрогрув.
Після того, як формат 10" LP був скасований у 1956 році, треки «Dig» і «It's Only A Paper Moon» знову з'являться на 12" альбомі Dig, а «Conception» і «My Old Flame» — на компіляції різних виконавців Conception.

## Трек-лист
| Сторона 1 | Сторона 1    | Сторона 1     | Сторона 1  |
| #         | Назва        | Автор         | Тривалість |
| --------- | ------------ | ------------- | ---------- |
| 1.        | «Conception» | Джордж Ширінг | 4:03       |
| 2.        | «Dig?»       | Майлз Девіс   | 7:33       |

| Сторона 2 | Сторона 2                | Сторона 2                             | Сторона 2  |
| #         | Назва                    | Автор                                 | Тривалість |
| --------- | ------------------------ | ------------------------------------- | ---------- |
| 3.        | «My Old Flame»           | Сем Кослоу, Артур Джонстон            | 6:36       |
| 4.        | «It's Only a Paper Moon» | Гарольд Арлен, Іп Гарбург, Біллі Роуз | 5:23       |
| 23:35     |                          |                                       |            |

## Персоналії
- Майлз Девіс — труба
- Джекі Маклін — саксофон-альт (1,2)
- Сонні Роллінз — тенор-саксофон
- Волтер Бішоп-молодший — піаніно
- Томмі Поттер — контрабас
- Арт Блейкі — drums